# Hold Me Thrill Me Kiss Me
Hold Me Thrill Me Kiss Me – album amerykańskiej piosenkarki Glorii Estefan, który został wydany w 1994 roku. 
Płyta zawiera wyłącznie covery znanych utworów innych wykonawców, takich jak: Neil Sedaka, Carole King, czy Gerry & The Peacemakers. Album dotarł do pierwszej dziesiątki najlepiej sprzedających się płyt po obu stronach Atlantyku, zyskując status podwójnej platyny w Stanach Zjednoczonych i Wielkiej Brytanii. Na całym świecie krążek rozszedł się w blisko pięciu milionach egzemplarzy, potwierdzając silną pozycję artystki na ówczesnym rynku muzycznym. Album został także dobrze przyjęty przez większość krytyków. Płyta promowana była kilkoma singlami: "Turn The Beat Around", "Everlasting Love", "It's Too Late", "Cherchez La Femme" oraz "Hold Me, Thrill Me, Kiss Me". Single "Turn The Beat Around" i "Everlasting Love" były przebojami TOP 40 w Stanach Zjednoczonych i Wielkiej Brytanii. Pierwszy z nich w samych tylko Stanach zyskał status złotego krążka, docierając również na szczyt dyskotekowych zestawień, stając się ostatecznie jednym z najbardziej rozpoznawalnych przebojów w karierze piosenkarki. Do "Everlasting Love" Estefan nakręciła kontrowersyjny wiedoklip, w którym zamiast niej pojawiły się drag queens przebrane za nią. Gloria nie mogła wystąpić wtedy w teledysku, gdyż była w zaawansowanej ciąży. Singel "Hold Me, Thrill Me, Kiss Me" został wydany tylko w Anglii i zdołał zyskać tam status złotego krążka (za sprzedaż ponad 100 tysięcy egzemplarzy).

## Lista utworów
1. Hold Me, Thrill Me, Kiss Me
2. How Can I Be Sure
3. Everlasting Love
4. Traces
5. Don't Let The Sun Catch You Crying
6. You've Made Me So Very Happy
7. Turn The Beat Around
8. Breaking Up Is Hard To Do
9. Love On A Two Way Street
10. Cherchez La Femme
11. It's Too Late
12. Goodbye My Love
13. Don't Let The Sun Go Down On Me

## Dodatkowe informacje
- Piosenka "Don't Let The Sun Go Down On Me", była pierwszą jaką Gloria Estefan nagrała po wypadku, jakiemu uległa w 1990 roku
- Piosenka "Don't Let The Sun Catch You Crying" wykorzystuje w swoim intro fragmenty utworu "Trois Gymnopedies" kompozytora Erica Satie
- Album został wyprodukowany przez męża artystki-Emilio Estefana Jr'a